# Strobilanthes ancolanus
Strobilanthes ancolanus är en akantusväxtart som beskrevs av Friedrich Anton Wilhelm Miquel. Strobilanthes ancolanus ingår i släktet Strobilanthes och familjen akantusväxter. Inga underarter finns listade i Catalogue of Life.